# Ljudöra
Ljudöra är en apparat som på ett åskådligt sätt visar om ljudnivån i en lokal/rum är hälsosam eller inte. Ljudörat monteras upp på väggen och visar sedan med olika färger när ljudnivån närmar sig eller överskrider den inställda nivån. Den kan anslutas till eluttag, så att om ljudnivån överstiger ett inställt gränsvärde så bryts strömmen. Brukas till daghem, konsertlokaler med mera.